# HD85931
HD85931 — хімічно пекулярна зоря спектрального класу A3, що має видиму зоряну величину в смузі V приблизно  9,0.
Вона  розташована на відстані близько 4467,9 світлових років від Сонця.